# سرگئی آقاجانیان
سرگئی هامبارتسومی آقاجانیان (ارمنی: Սերգեյ Համբարձումի Աղաջանյան؛ زاده ۱ سپتامبر ۱۹۲۹ - درگذشته ۹ ژانویهٔ ۲۰۰۵) آهنگساز، نوازنده ویولن اهل ارمنستان بود.

## زندگی‌نامه
وی در ۱ سپتامبر ۱۹۲۹ در بندر انزلی در به دنیا آمد و از کنسرواتوار دولتی کومیتاس ایروان فارغ‌التحصیل گشت. وی عضو اتحادیه آهنگسازان ارمنستان بود. وی همچنین برنده جوایزی همچون چهره هنری شایسته ارمنستان شوروی شد. وی در ۹ ژانویهٔ ۲۰۰۵ در سن ۷۵ سالگی درگذشت.